# Albert Forns
Albert Forns i Canal (Granollers, 8 de abril de 1982) es un periodista, escritor y poeta catalán. Especializado en periodismo digital, ha trabajado en instituciones culturales como el Centro de Cultura Contemporánea de Barcelona. Destaca por haber ganado el premio Documenta de narrativa con su primera novela Albert Serra (la novel·la no el cineasta), donde el autor reflexiona sobre algunos aspectos del arte contemporáneo mezclando ficción, periodismo y ensayo, y dónde aparecen también otros artistas catalanes destacados como Barceló o Dalí, y otros escritores como Enrique Vila-Matas El otoño de 2013 recibió una beca del Instituto Ramon Llull para ir a una residencia de escritores en el Estado de Nueva York que forma parte del centro de artes internacional OMI, para preparar su segunda novela, Jambalaia, primer premio Anagrama de Novela en catalán. En 2020 ganó el Premio Sant Joan de Narrativa con la obra Abans de les cinc som a casa.

## Obras publicadas
- 2007 - Busco L que me gemini (poemario)[6]
- 2013 - Ultracolors (poemario)
- 2013 - Albert Serra (la novel·la, no el cineasta) (novela)[7]
- 2016 - Jambalaia (Anagrama)[8]
- 2020 - Abans de les cinc som a casa (Edicions 62)

## Premios
- 2006 - Nostra senyora del Carme de Poesía del Vallès Oriental
- 2009 - Pere Badia de poesía de Torredembarra
- 2012 - Premio Documenta de narrativa por Albert Serra (la novel·la, no el cineasta)[9]
- 2016 - Premio Anagrama de novela en catalán or Jambalaia[10]
- 2020 - Premio Sant Joan de Narrativa por Abans de les cinc som a casa.[5]